# 魔鬼蛋
魔鬼蛋（英語：Deviled eggs），又稱作填料蛋（Stuffed eggs）、俄羅斯蛋（Russian eggs）、調製蛋（Dressed eggs），是將蛋煮熟後剝殼切半，將蛋黃與美乃滋或芥末醬混和後填回的餐點。此餐點常作成冷食，為配餐、開胃餐或主餐，通常會於假日或派對時出餐。在歐洲與北美很受歡迎。